# Ambicodamus audax
Ambicodamus audax är en spindelart som beskrevs av Harvey 1995. Ambicodamus audax ingår i släktet Ambicodamus och familjen Nicodamidae. Inga underarter finns listade i Catalogue of Life.